# 코마상
코마상(일본어: コマさん, 한국명: 백멍이, 성우: 엔도 아야/김율) 은 요괴워치의 등장하는 요괴. 일본판에서는 야마나시에서 쓰는 코슈(甲州)사투리와 오카야마 사투리를 섞어서 구사하며 한국판은 충청도 방언을 구사한다. 진화시 사자견으로 진화한다.  말버릇으로는 '몬게(もんげ-!)'라는 감탄사를 사용한다. (한국 더빙판은 '워메-') 

## 성우 및 방언
| 국가 | 이름    | 성우          | 방언                        |
| ---- | ------- | ------------- | --------------------------- |
| 일본 | 코마상  | 엔도 아야     | 코슈 사투리+오카야마 사투리 |
| 한국 | 백멍이  | 김율          | 충청도 방언                 |
| 북미 | Komasan | 멜리사 허치슨 | 미국 남부 방언              |

## 기본 사항
- 나이는 300살.
- 도시생활에 서투른 편이다.
- 운이 아주 좋은 편이다.
- 가족애가 강하다.
- 애니메이션과 챠오판에서는 비중 있게 등장하는데, 코믹스판에서는 의외로 거의 등장하지 않는다.

## 필살기
- ひとだま乱舞(일본)
- 도깨비불 난무(한국)

## 작중 행적
1. ↑  코마지로와 성우가 같다.
2. ↑  케이티 포레스터와 성우가 같다.

## 참고 자료
- “妖怪ウォッチ｜キャラクター” (일본어). 2021년 9월 3일에 확인함.